# Prostataspecifikt antigen
Prostataspecifikt antigen, PSA, är ett protein som bildas i prostatakörteln, varav en liten andel är blodburet. Förhöjda PSA-värden uppkommer av ett flertal åldersrelaterade sjukdomar, samt godartad prostataförstoring, prostatit och prostatacancer.

## Produktion och funktion
Biokemiskt är PSA ett serinproteas (det vill säga ett nedbrytande enzym), vars huvudfunktion ligger i att klyva de gelproteiner som sädesblåsorna utsöndrar i sperman vid ejakulation. Detta leder till att den gellika form som sperman antar efter ejakulation efter 20–30 minuter löses upp till en lättflytande vätska varifrån spermierna vid vaginalt samlag kan röra sig mot livmoder och äggledare, där befruktning kan ske.

## Förhöjda värden
PSA läcker i högre grad ut i blodbanan från cancervävnad än från normal prostatavävnad. Detta gör att halten av PSA i blod i vissa fall kan vara högre vid förekomst av prostatacancer. Även vid godartad prostataförstoring och prostatit kan man finna höga nivåer av PSA. Ett förhöjt PSA innebär alltså inte att prostatacancer föreligger, utan endast att ytterligare utredning eventuellt är nödvändig. Orsaken kan vara prostatit, godartad prostataförstoring, prostatacancer eller enbart åldersrelaterad förhöjning, då äldre män vanligen har högre PSA än yngre.
När det gäller att upptäcka prostatacancer med hjälp av PSA har forskare undersökt om tilläggsmetoder till PSA-test kan göra provsvaret mer träffsäkert. SBU har sammanställt forskningen om tilläggsmetoder för män som har PSA-värden mellan 1 och 10 µg/L. SBU:s genomgång fann inga starka vetenskapliga belägg för att de tilläggstester som granskades skulle ge väsentligt förbättrad träffsäkerhet jämfört med enbart PSA-test . Men för att få en säkrare bild behövs fler studier . 